# Orry-la-Ville
Orry-la-Ville ist eine französische Gemeinde mit 3519 Einwohnern (Stand 1. Januar 2022) im Département Oise in der Region Hauts-de-France. Sie gehört zum Arrondissement Senlis und zum Gemeindeverband Aire Cantilienne. Die Bewohner nennen sich Orrygeois bzw. Orrygeoises.
Die Gemeinde wird von der Linie RER D des Pariser Vororteverkehrs bedient.

## Lage
Die Gemeinde Orry-la-Ville liegt an der Thève im Regionalen Naturpark Oise-Pays de France und an der Grenze zum Département Val-d’Oise, 17 Kilometer südlich von Creil und 30 Kilometer nordnordöstlich der Innenstadt von Paris. Nördlich der Gemeinde dehnt sich der Wald von Chantilly aus, wo sich auch die künstlichen Seen Étangs de Commelles befinden. Nachbargemeinden von Orry-la-Ville sind Chantilly im 'Norden, Pontarmé im Nordosten, La Chapelle-en-Serval im Osten und Süden, Luzarches im Südwesten sowie Coye-la-Forêt im Westen.

## Bevölkerungsentwicklung
| Jahr                       | 1962 | 1968 | 1975 | 1982 | 1990 | 1999 | 2006 | 2012 | 2021 |
| -------------------------- | ---- | ---- | ---- | ---- | ---- | ---- | ---- | ---- | ---- |
| Einwohner                  | 1788 | 1821 | 2604 | 2977 | 3159 | 3307 | 3262 | 3394 | 3455 |
| Quellen: Cassini und INSEE |      |      |      |      |      |      |      |      |      |

## Sehenswürdigkeiten
- Kirche Notre-Dame
- Schloss Borne Blanche
- Haus des Regionalen Naturparks Oise-Pays de France
- Wasserturm

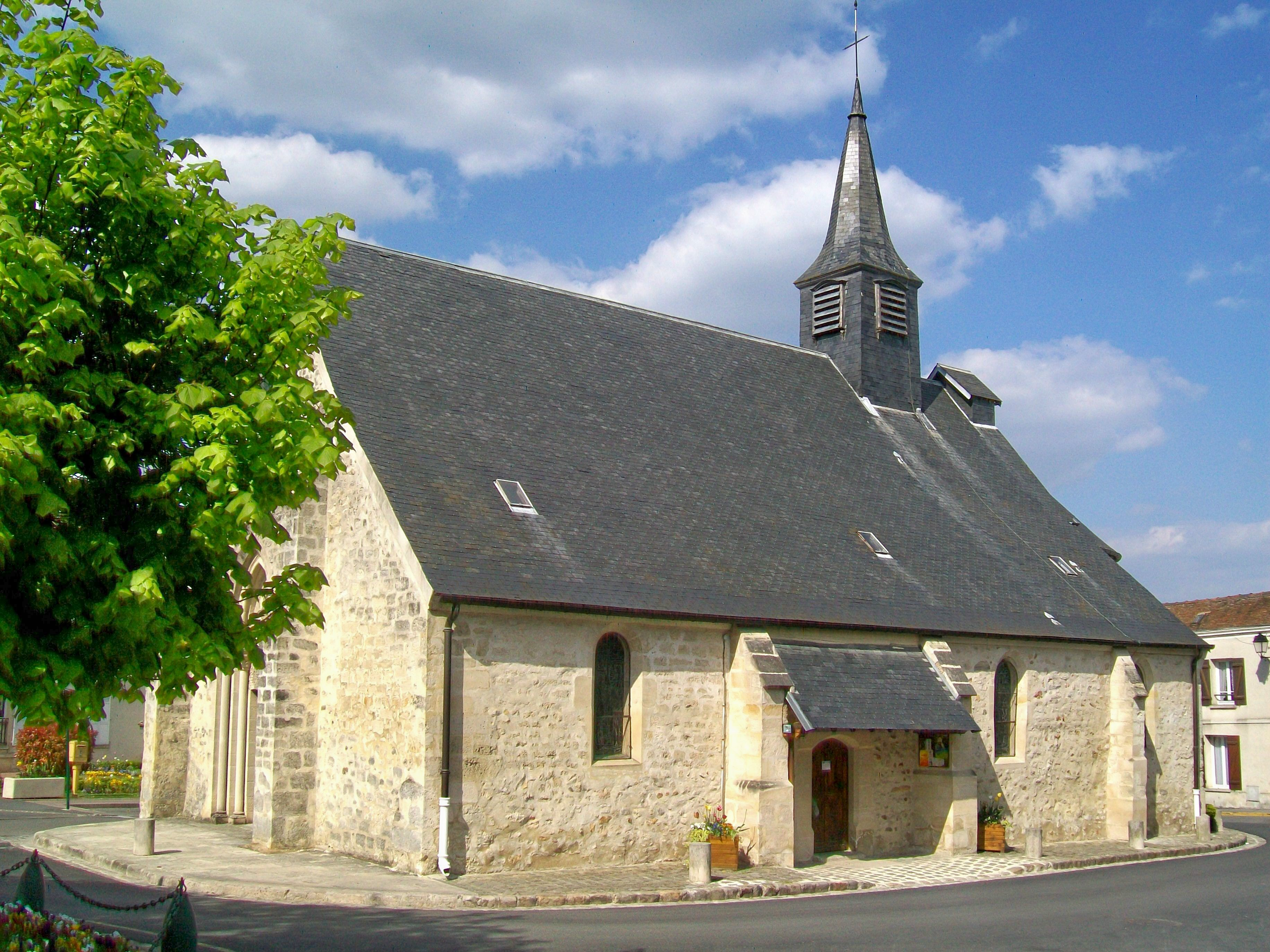
Kirche Notre-Dame
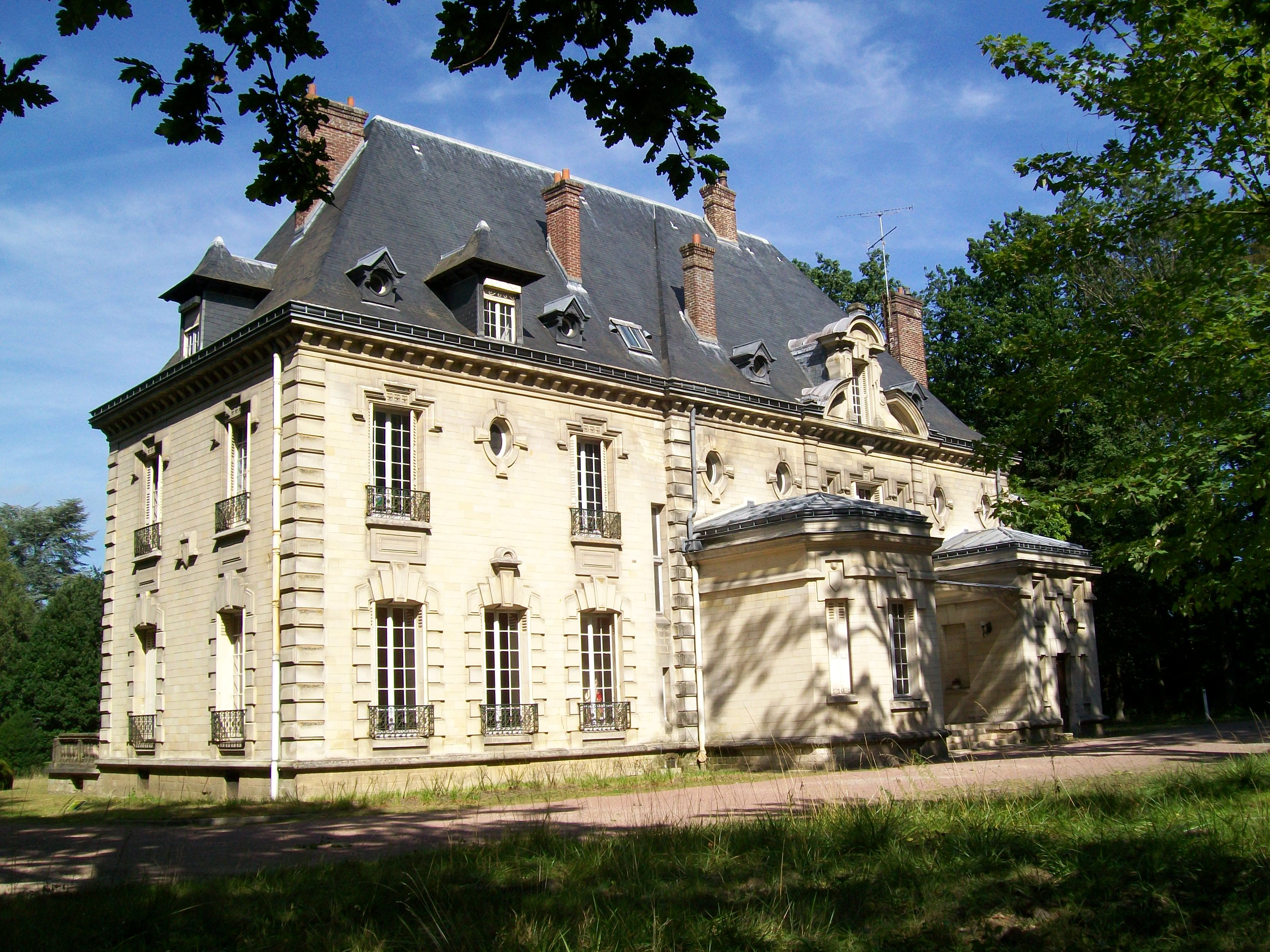
Schloss Borne Blanche
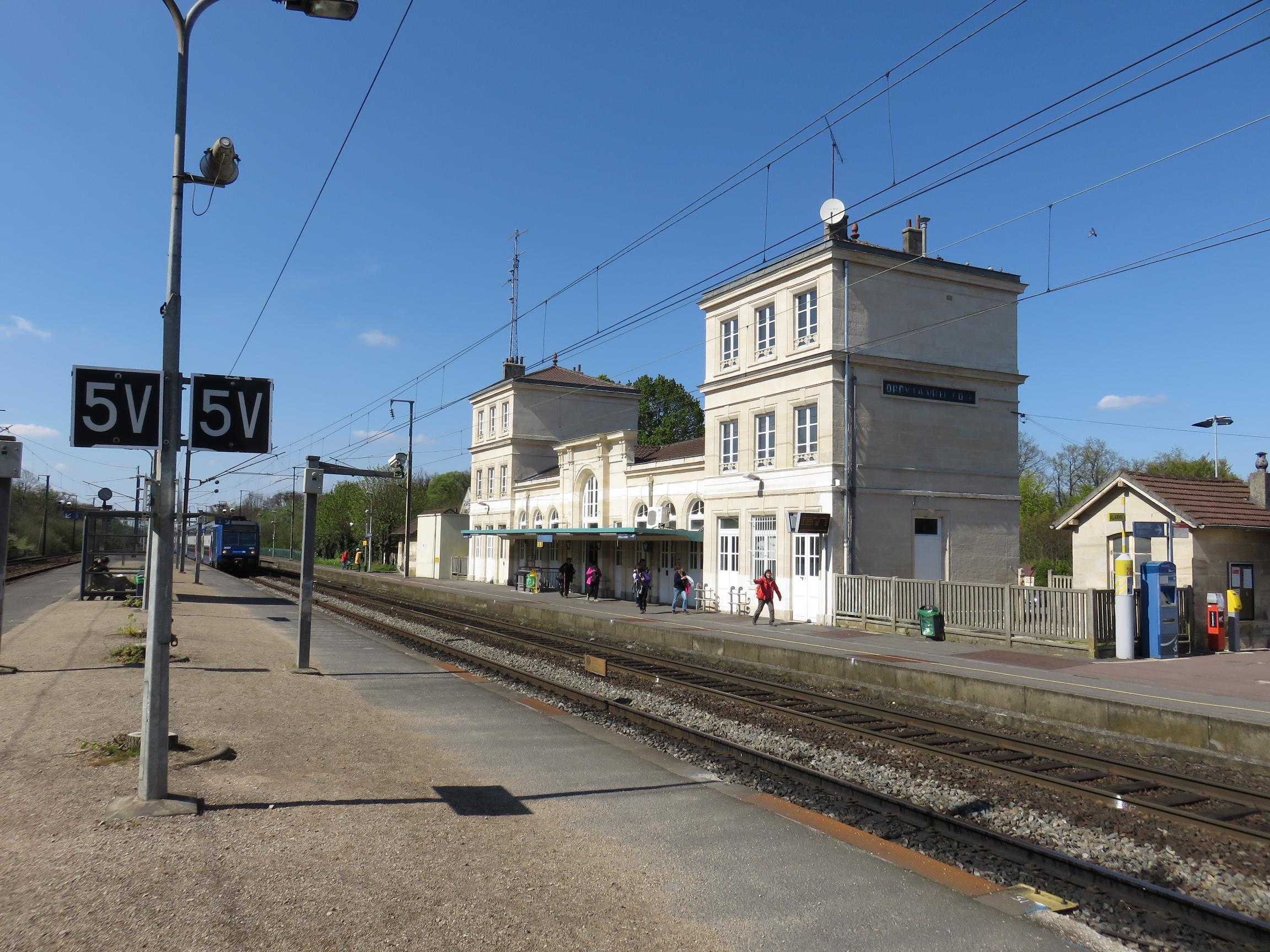
Bahnhof
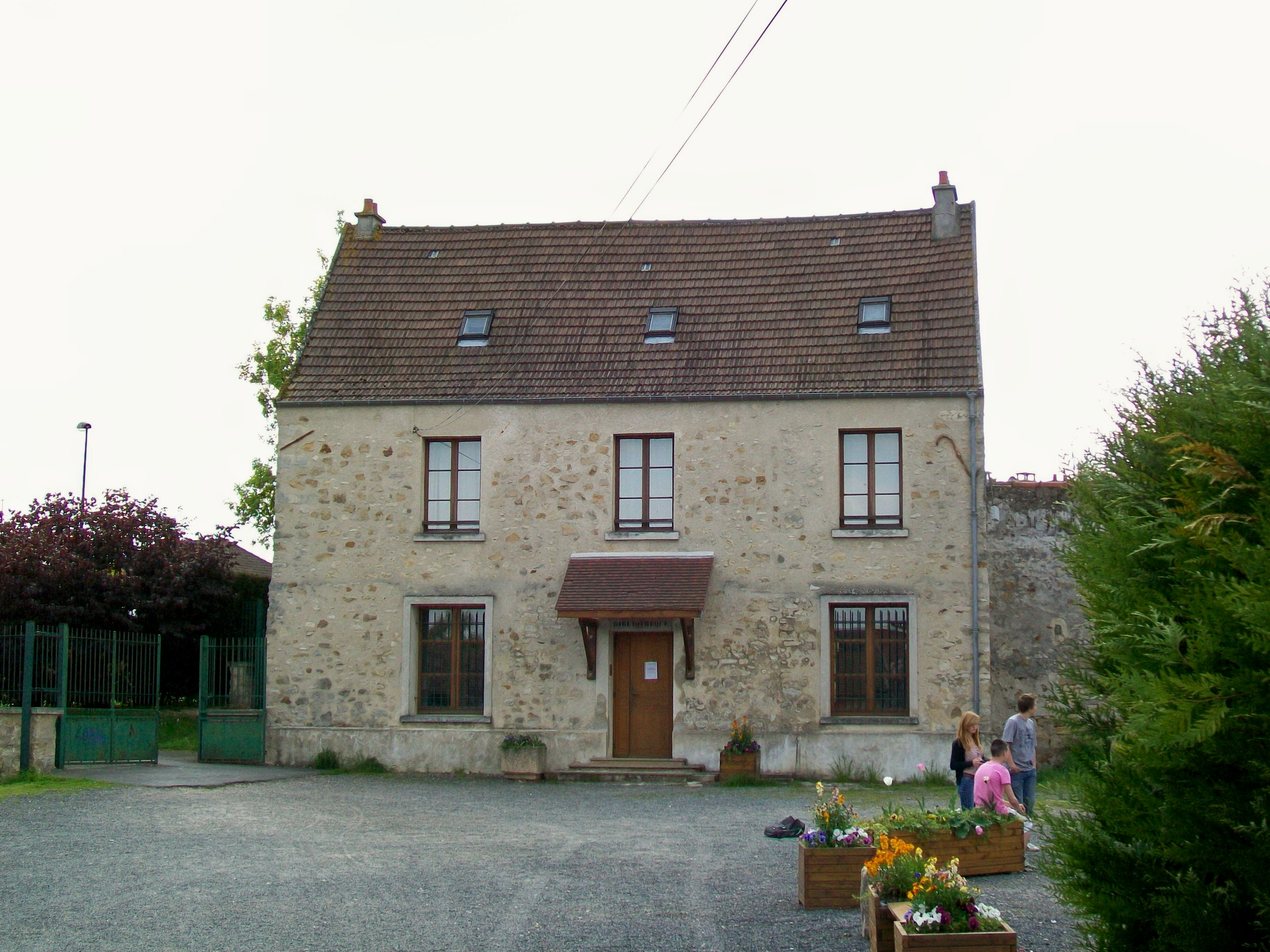
Bibliothek
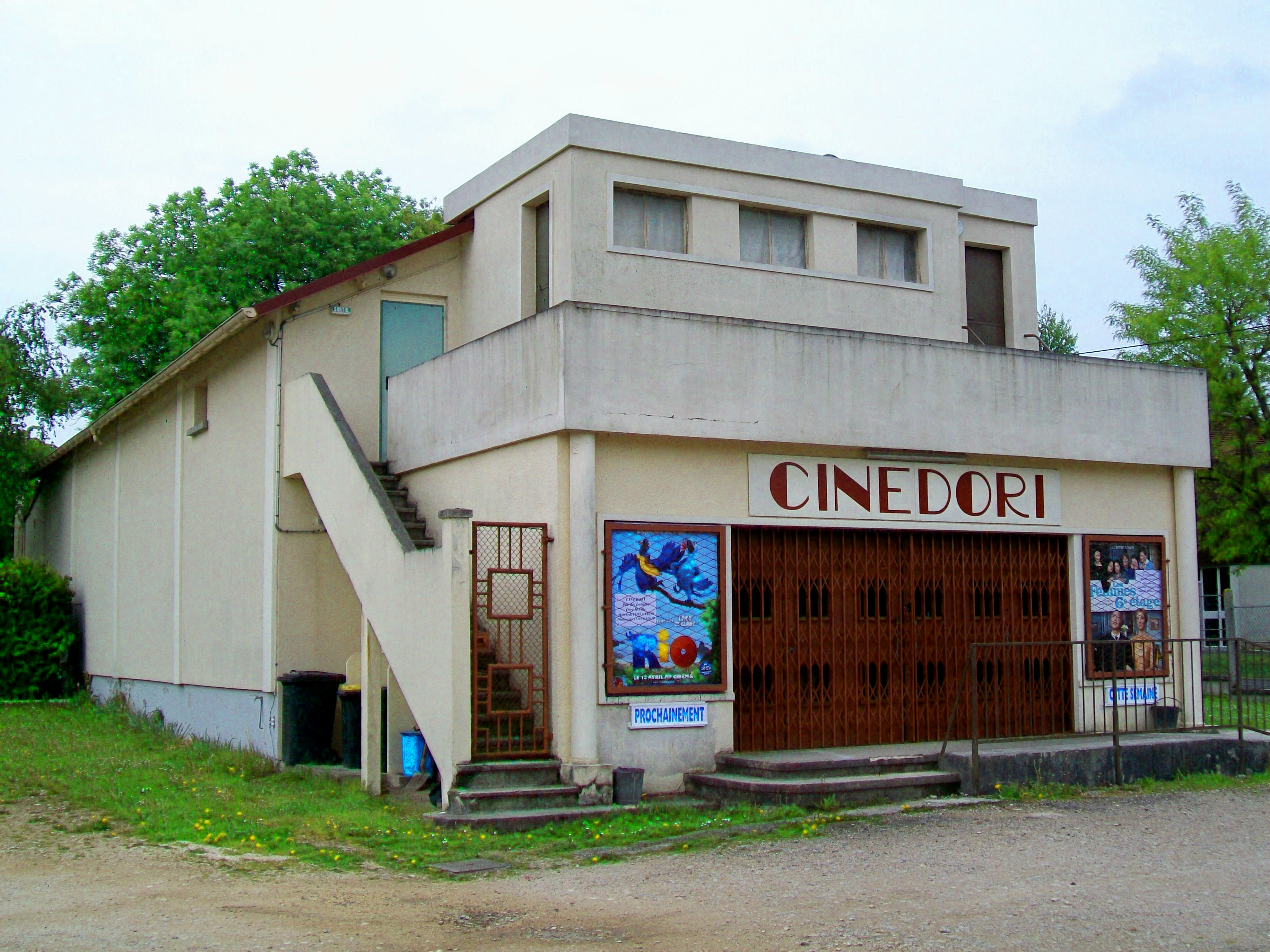
Kino
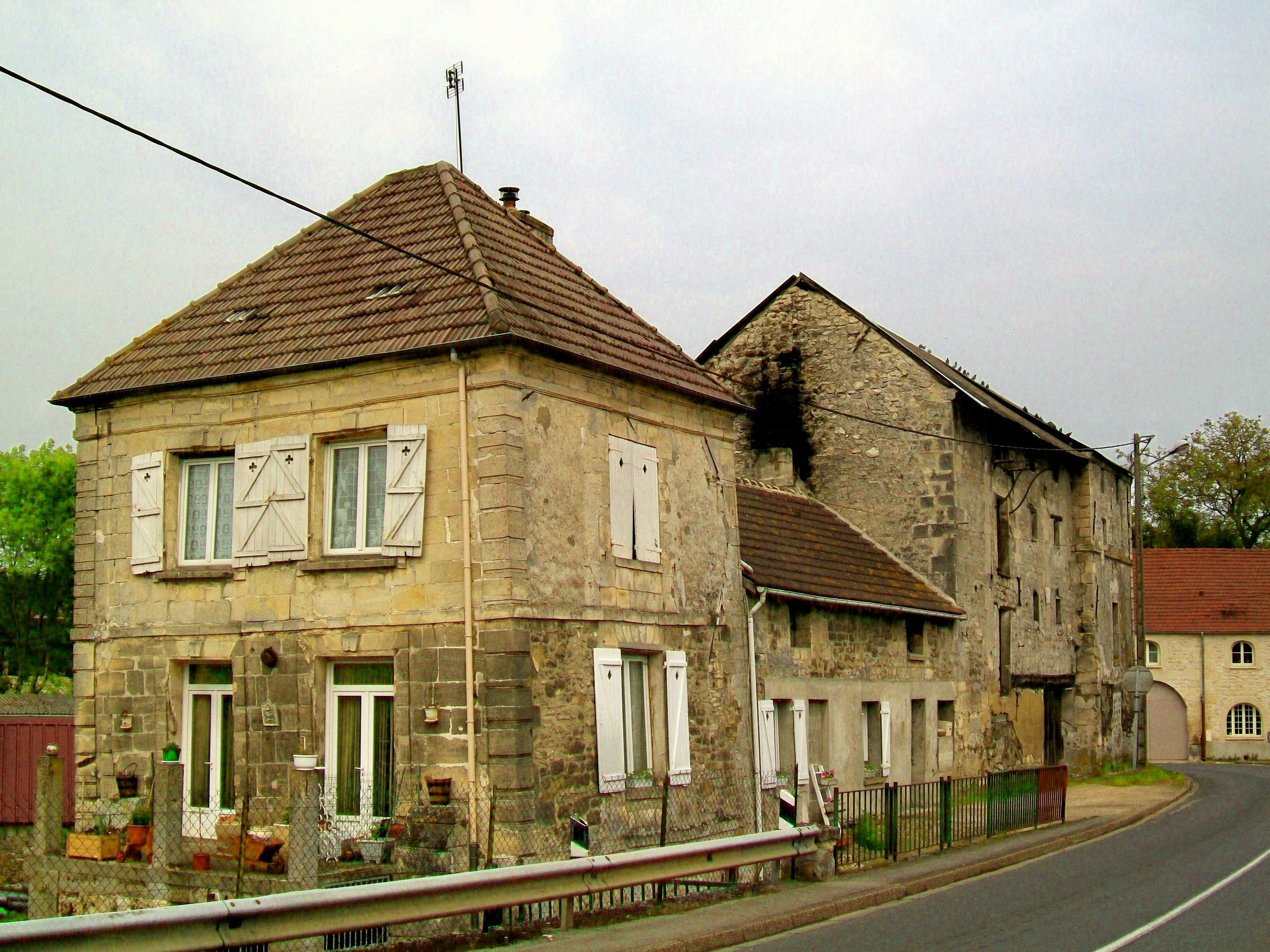
Ehemalige Mühle
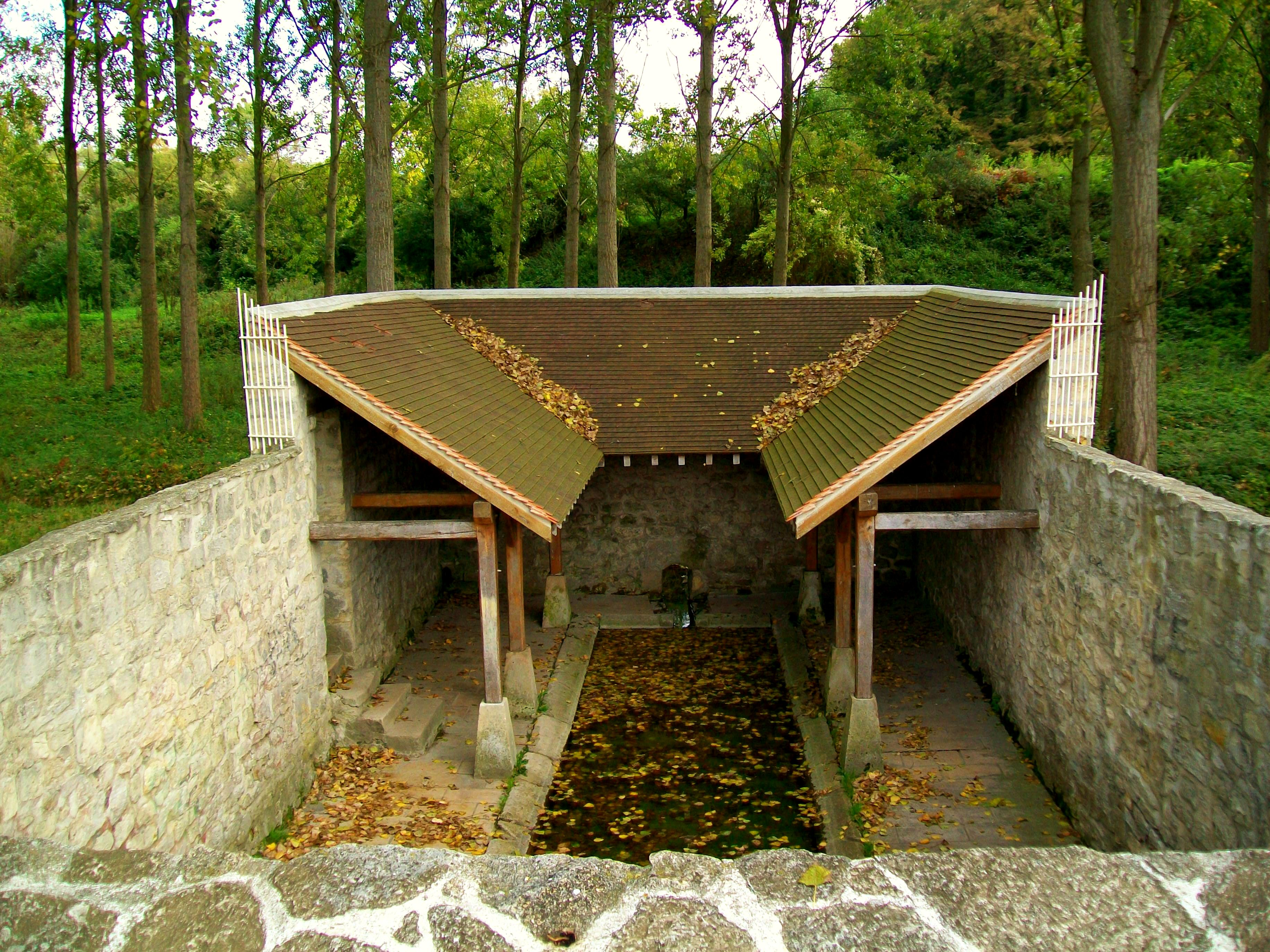
Lavoir
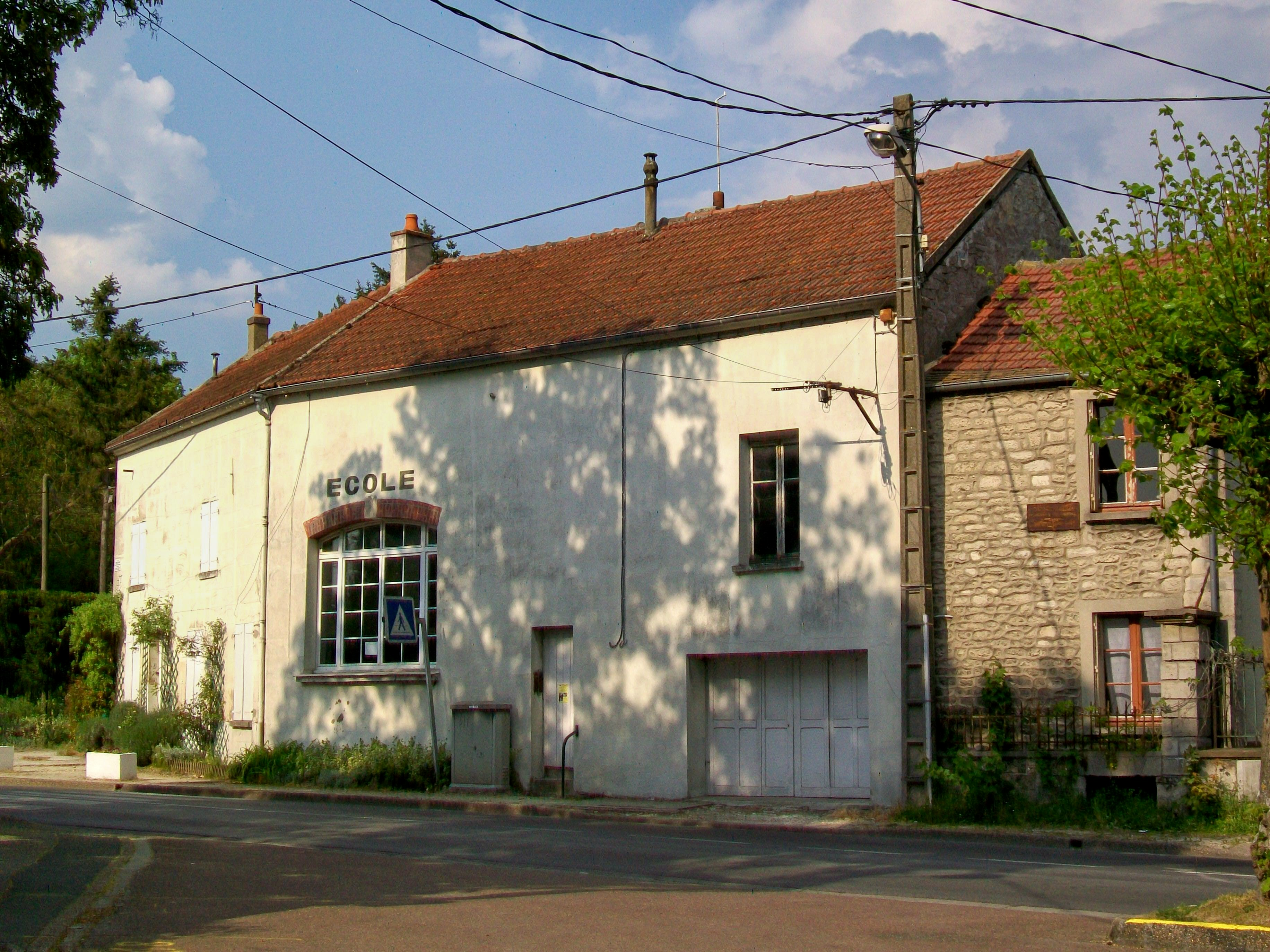
Ehemalige Schule
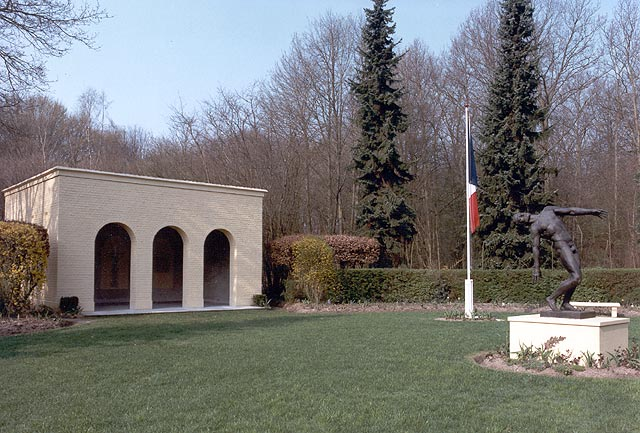
Niederländischer Soldatenfriedhof

## Persönlichkeiten
In Orry-la-Ville starb der belgische Schauspieler und Regisseur Rémy Belvaux.